# Ciclo Tebano
Il Ciclo Tebano è un gruppo di poemi epici oggi completamente perduti (ad eccezione di qualche riassunto e pochissimi versi), che narrava la storia mitologica della città di Tebe.
I poemi erano i seguenti:
- L'Edipodia, poema in 6600 versi (poco meno della metà dell'Iliade) attribuito a Cinetone di Sparta, narrava la storia di Edipo, che senza saperlo uccise il padre Laio e sposò la madre Giocasta, e della sua fuga da Tebe quando venne a conoscenza della verità.[2] Di questo poema sappiamo con certezza che i figli di Edipo Eteocle e Polinice non erano nati da rapporti incestuosi di Edipo con la moglie e madre Giocasta, ma da un suo precedente matrimonio con Eurigania.

- La Tebaide, attribuita in tempi antichi dubitativamente ad Omero, era un breve componimento che cantava la guerra fratricida tra Eteocle e Polinice, figli di Edipo, per la conquista di Tebe. I due fratelli si erano accordati per regnare un anno a testa, ma allo scadere del proprio anno Eteocle non aveva voluto cedere il trono. Così Polinice, con l'appoggio del re di Argo Adrasto, aveva dichiarato guerra al proprio fratello ed alla propria patria. La vicenda veniva narrata dal punto di vista degli aggressori. Sette condottieri venivano messi a presidiare le sette porte della città, ma alla fine la vittoria arrideva all'esercito tebano di Eteocle. I due fratelli si davano la morte l'un l'altro, venendosi così a compiere un'antica profezia che aveva previsto lo svolgersi dei fatti.[3]

- Gli Epigoni, attribuiti ad Omero oppure (più plausibilmente) ad Antimaco di Teo, era un poema in 7000 versi che raccontava la seconda guerra per la conquista di Tebe. Dieci anni dopo la battaglia raccontata dalla Tebaide, i figli dei condottieri sconfitti si riunivano sotto la guida di Alcmeone per tentare nuovamente l'impresa, questa volta coronata dal successo, con la conquista ed il sacco di Tebe.

- L'Alcmeonide, anonima, narrava le gesta dell'epigono Alcmeone, figlio di Anfiarao, che vendicò la morte del padre caduto nella guerra dei Sette uccidendo sua madre Erifile, poiché lo aveva spinto a parteciparvi, e venne di conseguenza perseguitato dalle Erinni, personificazioni della vendetta.